# Hannes Kopf

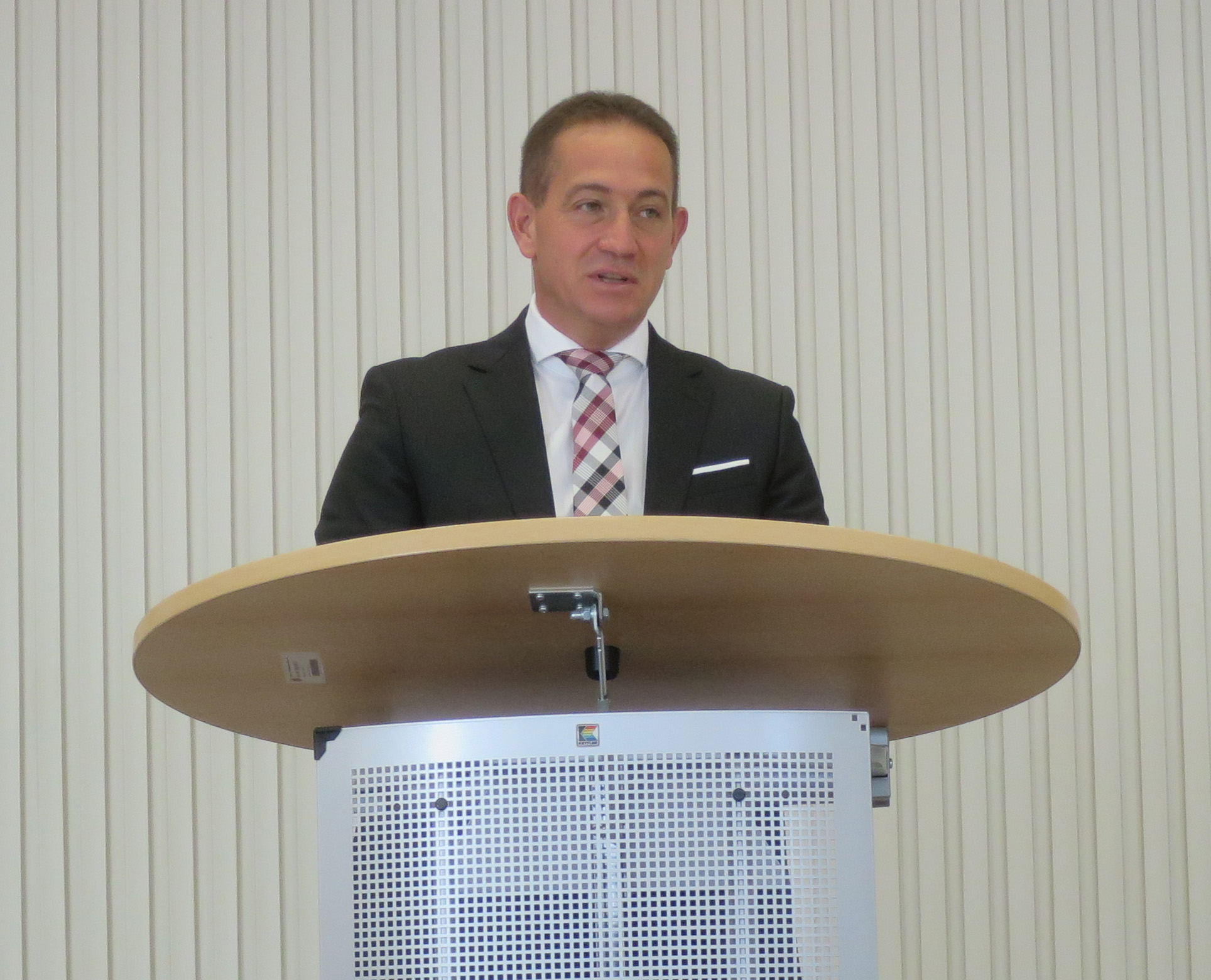
Hannes Kopf

Hannes Kopf (* 19. Dezember 1974 in Landau in der Pfalz) ist ein deutscher Jurist, Ministerialbeamter und Politiker (SPD). Zwischen 2014 und 2016 war Kopf Staatssekretär im Ministerium der Justiz und für Verbraucherschutz des Landes Rheinland-Pfalz. 2016 wurde er Vizepräsident der Struktur- und Genehmigungsdirektion Süd (SGD Süd) und anschließend  Vizepräsident des Rechnungshofs Rheinland-Pfalz. Seit 2019 ist er Präsident der Struktur- und Genehmigungsdirektion Süd.

## Leben
Nach dem Abitur 1994 am Otto-Hahn-Gymnasium in Landau nahm Kopf ein Studium der Rechtswissenschaften an der Universität Mannheim auf, das er 1999 mit dem Ersten Juristischen Staatsexamen abschloss. Seinen Vorbereitungsdienst absolvierte er von 1999 bis 2002 im Bezirk des Pfälzischen Oberlandesgerichtes Zweibrücken. 2001 wurde er an der Mannheimer Universität bei Wolf-Rüdiger Schenke mit dem Dissertationsthema Rechtsfragen bei der Ansiedlung von Einzelhandelsgroßprojekten zum Doktor der Rechte promoviert. Von 2001 bis 2002 folgte ein Aufbaustudium der Verwaltungswissenschaften mit dem Abschluss als Magister rer. publ. an der Hochschule für Verwaltungswissenschaften Speyer. 2002 legte er das Zweite Juristische Staatsexamen ab.
Kopf arbeitete von 2002 bis 2003 als Rechtsanwalt im Büro der Kanzlei Lovells in Frankfurt am Main. Er trat im Anschluss als Beamter in die rheinland-pfälzische Landesverwaltung ein und war als Referent in den Ministerien für Umwelt, Forsten und Verbraucherschutz bzw. Wirtschaft, Verkehr, Landwirtschaft und Weinbau tätig. 2010 bis 2014 leitete der das Referat „Personalmanagement, Aus- und Fortbildung, allgemeine Rechtsangelegenheiten“ bei der Struktur- und Genehmigungsdirektion Süd in Neustadt an der Weinstraße und war stellvertretender Leiter der Abteilung „Zentrale Aufgaben“.
Am 12. November 2014 wurde er als Staatssekretär ins Ministerium der Justiz und für Verbraucherschutz des Landes Rheinland-Pfalz berufen. Diese Funktion behielt er bis zum Ende der Legislaturperiode im Mai 2016. Bei der Neubildung der Landesregierung (Kabinett Dreyer II) wurde mit Herbert Mertin ein Liberaler zum Minister der Justiz ernannt. Kopf wurde daraufhin zunächst Vize-Präsident der Struktur und Genehmigungsdirektion Süd (SGD Süd), ehe er am 16. November 2016 vom rheinland-pfälzischen Landtag zum Vize-Präsidenten des Rechnungshofs Rheinland-Pfalz gewählt wurde.
Am 17. Dezember 2018 wurde er von Ministerpräsidentin Malu Dreyer zum Präsidenten der Struktur- und Genehmigungsdirektion Süd ernannt. In dieser Funktion folgte er dem bisherigen Präsidenten Hans-Jürgen Seimetz am 1. Januar 2019 nach.
Daneben ist er unter anderem Lehrbeauftragter an der Deutschen Universität für Verwaltungswissenschaften in Speyer und am Institut für Umweltwissenschaften Landau der Universität Koblenz-Landau.
Er engagiert sich als Mitglied der Verbandsversammlung des Verbandes Metropolregion Rhein-Neckar und ist seit 1994 für die SPD Mitglied des Stadtrates der Stadt Landau in der Pfalz.
Hannes Kopf lebt in Landau. Er ist verheiratet und hat drei Kinder.